# 피에르 샤를 알렉상드르 루이
피에르 샤를 알렉상드르 루이(1787년 4월 14일 – 1872년 8월 22일)은 결핵, 장티푸스, 폐렴에 대한 연구로 유명한 프랑스의 의사, 임상의 및 병리학자였다. 그러나 의학에 대한 루이의 가장 큰 공헌은 역학과 현대 의학의 선구자인 "수치법"의 발전이었다. 임상 시험, 근거 중심의학의 길을 닦았다.